# فرودگاه کینگ سیتی
فرودگاه کینگ سیتی (به انگلیسی: King City Airport) یک فرودگاه تعطیل است که یک باند فرود آسفالت دارد. این فرودگاه در کشور کانادا قرار دارد .